# Gung - Palace Love Story
Gung - Palace Love Story (궁?, GungLR), noto anche col titolo della versione in lingua inglese Goong, è un manhwa per ragazze a metà tra il romantico e l'umoristico, seconda opera lunga dell'autrice Park So-Hee.
Mette in scena una Corea alternativa, dove vige ancora la monarchia e vi è, quindi, tutto un corteo di personaggi legati alla casa reale e al palazzo (Gung). Grande successo in patria, tanto da essere trasposto in una serie televisiva dal titolo Gung, in Italia è stato pubblicato da Flashbook.

## Trama
In una moderna Corea alternativa che la vede unificata sotto la capitale Seul e retta da una monarchia costituzionale, vivono i protagonisti di questa vicenda. Shin Ch'ae Kyong è l'eroina, una normale liceale alle prese con i problemi di tutti i giorni, una famiglia un po' pazza e una fame incontenibile; frequenta la scuola superiore e, grande fortuna, la stessa del principe ereditario, Lee Shin, futuro sovrano del paese.
Con il compimento dei diciassette anni del principe, però, all'interno della famiglia reale comincia a porsi il problema della sua futura sposa e, per via di una promessa che il defunto sovrano aveva fatto ad un caro amico, la scelta cade su una normale ragazza, Ch'ae Kyong appunto.
Ma se Shin prende la cosa sul ridere, abituato alle imposizioni della sua famiglia, lo stesso non è per la ragazza che vede usurpato il suo diritto di scelta e si ritrova sposata, suo malgrado, al futuro sovrano.
Il palazzo reale, però, è una gabbia dorata fatta di obblighi e tradizioni dove lei deperisce a poco a poco e i contrasti con suo marito non diminuiscono col tempo, entrambi troppo testardi per ammettere di provare davvero qualcosa l'uno per l'altra.
A complicare ulteriormente le cose arrivano Lee Yul, cugino di Shin ed ex erede al trono, e sua madre, la Regina Onoraria con cui il re aveva avuto una relazione da giovane. La regina e Yul tramano nell'ombra per separare Ch'ae e Shin e poter far salire Yul al trono. E, come se non bastasse, la migliore amica di Shin, Hyo-rin, si accorge improvvisamente di provare affetto verso il suo amico e cerca di allontanare i due sposi.